# 良友圖書印刷公司
良友圖書印刷公司，是上海市在中華民國時期的一家出版社，以圖像出版品和文學書籍著稱。良友圖書印刷公司由伍聯德於1925年設立，是《良友畫報》的發行企業。 1946年，良友圖書印刷公司因內部分歧而解散。